# Matières premières critiques
 (mai 2012).
Si vous disposez d'ouvrages ou d'articles de référence ou si vous connaissez des sites web de qualité traitant du thème abordé ici, merci de compléter l'article en donnant les références utiles à sa vérifiabilité et en les liant à la section « Notes et références ».

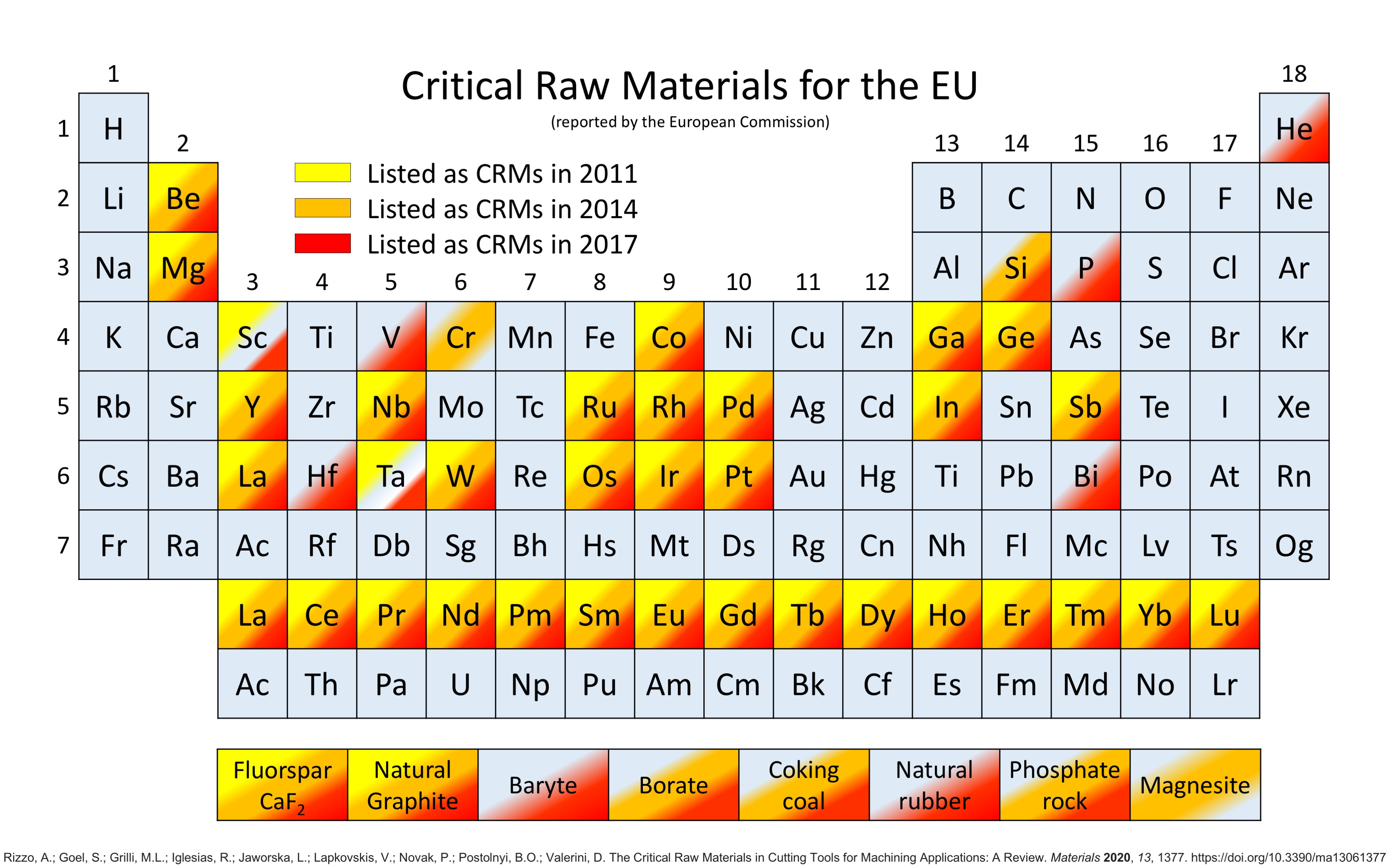
Tableau périodique recensant les éléments listés en 2011, 2014 et 2017

Depuis 2011, une liste de matières premières critiques pour l'économie européenne est mise à jour tous les trois ans par la Commission européenne, dans le cadre de son initiative matières premières, lancée en 2008. Les principaux indicateurs utilisés pour cette mise à jour sont l'importance économique et le risque d'approvisionnement. Le nombre de matières premières identifiées comme critiques est passée de quatorze en 2011 à trente en 2020.
Elles sont notamment nécessaires à un certain nombre des technologies de la transition énergétique et du numérique.

## Histoire
Depuis l'antiquité, certains métaux tels que l'or, l'argent, le plomb et le cuivre sont géopolitiquement considérés comme « stratégiques » au regard de leur intérêt pour les États, les armées ou certains groupes sociaux. Depuis la révolution industrielle, la quantité et la diversité des ressources minérales nécessaires à l'agriculture, à l'industrie et aux armées n'a cessé de croître et plus encore à partir de la fin du XXe siècle, « en corrélation étroite avec la quantité de produits contenant des éléments à haute technologie mis sur le marché ». À la fin du XXe siècle une prise de conscience du caractère fini et pas ou peu renouvelable de certaines ressources (minéraux, métaux, métalloïdes, radionucléides...), ainsi que de leur intérêt stratégique (pour l'économie et les sociétés) a suscité des méthodes prospectives d'évaluation de la criticité des matériaux.

## Listes des matières premières critiques pour l'économie européenne
| 2011 (14 matières premières) | 2014 (20 matières premières) | 2017 (27 matières premières) | 2020 (30 matières premières) |
| ---------------------------- | ---------------------------- | ---------------------------- | ---------------------------- |
| Antimoine                    | Antimoine                    | Antimoine                    | Antimoine                    |
| .                            | .                            | Barytine                     | Barytine                     |
| .                            | .                            | .                            | Bauxite                      |
| Béryllium                    | Béryllium                    | Béryllium                    | Béryllium                    |
| .                            | .                            | Bismuth                      | Bismuth                      |
| .                            | Borate                       | Borate                       | Borate                       |
| .                            | Chrome                       | .                            | .                            |
| Cobalt                       | Cobalt                       | Cobalt                       | Cobalt                       |
| .                            | Charbon à coke               | Charbon à coke               | Charbon à coke               |
| Fluorine                     | Fluorine                     | Fluorine                     | Fluorine                     |
| Gallium                      | Gallium                      | Gallium                      | Gallium                      |
| .                            | .                            | Gomme naturelle              | Gomme naturelle              |
| Germanium                    | Germanium                    | Germanium                    | Germanium                    |
| Graphite naturel             | Graphite naturel             | Graphite naturel             | Graphite naturel             |
| .                            | .                            | Hafnium                      | Hafnium                      |
| .                            | .                            | Hélium                       | .                            |
| Indium                       | Indium                       | Indium                       | Indium                       |
| .                            | .                            | .                            | Lithium                      |
| .                            | Magnésite                    | .                            | .                            |
| Magnésium                    | Magnésium                    | Magnésium                    | Magnésium                    |
| Niobium                      | Niobium                      | Niobium                      | Niobium                      |
| Platinoïdes                  | Platinoïdes                  | Platinoïdes                  | Platinoïdes                  |
| .                            | Phosphates                   | Phosphates                   | Phosphates                   |
| .                            | .                            | Phosphore                    | Phosphore                    |
| .                            | .                            | Scandium                     | Scandium                     |
| .                            | Silicium métal               | Silicium métal               | Silicium métal               |
| .                            | .                            | .                            | Strontium                    |
| Tantale                      | .                            | Tantale                      | Tantale                      |
| Terres rares                 | Terres rares légères         | Terres rares légères         | Terres rares légères         |
| Terres rares                 | Terres rares lourdes         | Terres rares lourdes         | Terres rares lourdes         |
| .                            | .                            | .                            | Titane                       |
| Tungstène                    | Tungstène                    | Tungstène                    | Tungstène                    |
| .                            | .                            | Vanadium                     | Vanadium                     |

## Méthodologie[2]
Les matières premières critiques sont définies en Europe comme étant « celles qui présentent un risque particulièrement élevé de pénurie d’approvisionnement dans les dix prochaines années et qui jouent un rôle particulièrement important dans la chaîne de valeur », en d’autres termes elles sont à la fois caractérisées par un risque d’approvisionnement et une importance économique élevés.

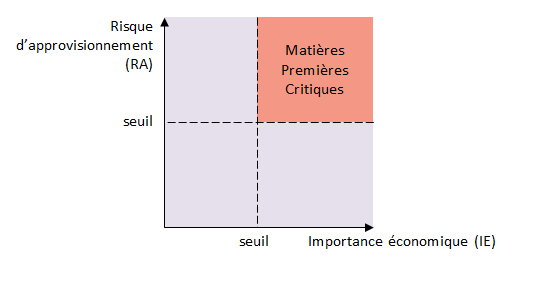
Matrice de criticité théorique

Le risque lié à l’approvisionnement est directement influencé par la concentration géographique de la production des matières premières évaluées, ainsi que par la stabilité politique et/ou économique des pays producteurs. Ce risque est souvent amplifié par l’absence ou les possibilités réduites de substitution des substances évaluées dans leurs applications finales. Il s’agit d’un facteur non négligeable puisque les possibilités de substitution permettent potentiellement d’atténuer le risque en cas de perturbation de l’approvisionnement.
L’importance économique est estimée en évaluant l’ensemble des applications dans les produits finis, en utilisant la nomenclature statistique des activités économiques dans la Communauté européenne (NACE) à deux chiffres, correspondant aux secteurs de production, et la valeur ajoutée de ces méga-secteurs en comparaison du produit intérieur brut total de l’UE. Cela permet de s’affranchir de la taille du marché et du prix des matières premières évaluées, et de focaliser sur les bénéfices de ces matières premières sur l’économie de production de produits finis en vue d’assurer une comparaison entre chaque matière première individuelle.
L’estimation des seuils de criticité a été déterminée selon l’avis d’experts, et est donc sujette à des modifications lors des révisions de la méthodologie appliquée.

## Enjeux
Les enjeux liés à ces ressources sont nombreux et concernent un grand nombre de personnes et d'activités humaines. Il est possible de distinguer les enjeux suivants :
- économiques : Le prix des métaux augmente aussi avec leur rareté ou leur inaccessibilité, et pas seulement en fonction de la demande. Dans le cadre de la transition écologique, l'économie circulaire invite à recycler ces ressources ainsi qu'à les économiser et/ou à les remplacer par des alternatives quand cela est possible ; ce qui pourrait être grandement facilité par une généralisation du principe des écotaxe et de l'écoconception[8].
- géostratégiques : Ces produits rares sont d'une part nécessaires aux industries impliquées par la défense et d'autre part sources de conflits pour leur appropriation (ex. : le Coltan en Afrique).
- sociaux : Dans un contexte de mondialisation croissante, et de mobilité des individus, les télécoms et les réseaux sociaux dépendent de plus en plus de ces ressources.
- sanitaires : Plusieurs de ces métaux ou minéraux sont toxiques ou reprotoxiques. Paradoxalement, certains sont toxiques mais également utilisés comme médicaments (et alors également non recyclés bien que très coûteux ; le coût moyen d'un traitement de cancer bronchique varie entre 20 000 et 27 000 euros[9],[10],[11]). Ainsi, le platine toxique et cancérigène est aussi très utilisé comme un anticancéreux sous forme de carboplatine ou encore cisplatine (qui sont cytotoxiques) éventuellement utilisés avec d'autres molécules dont la gemcitabine (GEM), la vinorelbine (VIN), le docétaxel (DOC) et le paclitaxel (PAC). Le coût humain de l'exploitation est élevé[12],[13].
- énergétiques : La production de ces métaux et de leurs composés requiert une quantité importante et croissante d'énergie, et quand ils se raréfient il faut les chercher plus profondément, plus loin et le minerai est parfois moins concentré. En 2012, ils ont nécessité de 7 à 8 % de toute l'énergie consommée dans le monde[14].
- environnementaux : Les mines dégradent l'environnement. La dispersion de minéraux et métaux toxiques non recyclés le dégrade aussi. Par ailleurs, les aimants de moteurs électriques ou de turbines hydrauliques et de génératrices d'éoliennes, les systèmes catalytiques d'épuration (pot catalytique par exemple) ou certains composants de panneaux solaires, nécessitent d'utiliser des minéraux ou métaux rares.

### Intérêt pour les analyses du cycle de vie (ACV)
À partir des années 1970, des chercheurs et économistes cherchent à intégrer l'évaluation des ressources minérales parmi les indicateurs d'impact dans les premiers essais d'études d'impacts, de calculs d'analyse du cycle de vie (ACV), calculs d'empreinte écologique et de mesures compensatoires et/ou dans d'autres formes d'écobilans et d'évaluations environnementales, mais sans vraiment aboutir à un consensus scientifique.
En France, une recherche collaborative financée par le réseau EcoSD (Ecoconception de Systèmes Durables) a produit un guide de bonnes pratiques de la prise en compte des matières premières critiques dans les ACV, visant notamment à « mieux appréhender la notion de criticité des ressources », en particulier pour les ressources minérales abiotiques.

### Urgences
Selon l'ONU (2011, puis 2013) la demande en métaux rares dépassera rapidement de 3 à 9 fois le tonnage consommé en 2013, il est urgent et prioritaire de recycler les métaux rares (produits en quantité inférieure à 100 000 t/an) en circulation dans le monde pour économiser les ressources naturelles et l'énergie, mais cela ne suffira pas. Il faudrait limiter l'obsolescence programmée des objets qui en contiennent, et recycler l'intégralité des éléments d'ordinateurs, de téléphones portables ou d'autres objets électroniques retrouvés dans les déchets d'équipements électriques et électroniques (DEEE), ce qui implique qu'on leur recherche des alternatives, qu'ils aient été écoconçus et que les consommateurs et collectivités changent de comportement en faveur d'un tri sélectif visant un recyclage quasi total des métaux. Il faut dans le même temps réduire la demande, insistent Ernst Ulrich von Weizsäcker et Ashok Khosla, coprésidents du Groupe international d'experts sur les ressources (GIER) créé en 2007 par l'ONU (hébergé par le PNUE) pour analyser l'impact de l’utilisation des ressources sur l’environnement de 2013.
Rien qu'en Europe, environ 12 millions de tonnes de déchets métalliques ont été produits en 2012, et cette quantité tend à croître de plus de 4 %/an (plus vite que les déchets municipaux). Or, moins de 20 métaux, sur les 60 étudiés par les experts du GIER, étaient recyclés à plus de 50 % dans le monde.
Pour 34 composants, ils étaient recyclés à un taux de moins de 1 % du total jeté dans les poubelles.
Selon le PNUE, même sans techniques de pointe, ce taux pourrait être fortement amélioré.
L'efficacité énergétique des modes de production et de recyclage doit aussi être développée.
Les données précises et fiables sur la localisation des gisements accessibles ou existants de métaux et minéraux rares sont très peu disponibles (lacunaires ou tenues secrètes par les producteurs ?). Selon Patrice Christmann du BRGM, le GIER n'a pas pu trouver plus de deux articles scientifiques détaillant ce « patrimoine naturel minéral ».
Un rapport de l'Agence internationale de l'énergie(AIE) publié en mai 2021 alerte les États sur l'explosion de la demande mondiale du secteur énergétique en métaux critiques causée par la décarbonation des économies : cette demande pourrait être multipliée par 4 si le monde se conforme aux engagements de l'accord de Paris. La plus grande part de cette croissance proviendra des besoins des véhicules électriques et de leurs batteries, suivis par ceux des réseaux électriques, puis par les panneaux solaires et l'éolien. Les besoins en lithium pourraient être multipliés par 42 d'ici à 2040, ceux en graphite par 25, ceux en cobalt par 21 et ceux en nickel par 19. Or ces matériaux sont concentrés dans une poignée de pays : trois États extraient 50 % du cuivre dans le monde : le Chili, le Pérou et la Chine ; 60 % du cobalt est issu de la République démocratique du Congo ; la Chine extrait 60 % des terres rares dans le monde et contrôle plus de 80 % de leur raffinage. Selon l'AIE, les États doivent constituer des réserves stratégiques pour éviter toute rupture d'approvisionnement.
L'Union européenne prépare une feuille de route pour renforcer « l'autonomie stratégique de l'Union européenne », avec trois pistes majeures : sécuriser l'approvisionnement en métaux critiques produits en dehors de l'Europe ; développer le recyclage de tous les métaux entrés dans l'Union ; développer les projets miniers sur le sol européen. Selon la ministre française de l'Industrie Agnès Pannier-Runacher, « seuls 2 % des métaux utilisés pour la transition énergétique sont disponibles sur le continent européen » ; le vice-président de la Commission Maroš Šefčovič souligne que seuls 12 % des métaux en Europe sont récupérés. La Commission a identifié quatre projets pour extraire du lithium, qui permettraient de couvrir environ 80 % de la demande en lithium de l'industrie automobile : à Cinovec en République tchèque, en Finlande à Keliber, en Autriche à Wolfsberg et à Zinnval en Allemagne. Mais les projets miniers suscitent l'opposition des populations locales : en Serbie, le gouvernement a dû enterrer le projet géant de mine de lithium de Rio Tinto dans la vallée de Jadar.
En juillet 2023, le ministère du Commerce chinois annonce une limitation des exportations de deux métaux critiques : le gallium, utilisé dans les puces électroniques, les LED, les panneaux photovoltaïques et le germanium, essentiel pour la fibre optique et l'infrarouge ; ces métaux sont également très recherchés par le secteur de la défense. À partir du 1er août 2023, les exportateurs chinois de gallium et de germanium, ainsi que de certains produits chimiques associés, devront obtenir une autorisation préalable du pouvoir central.
L"Agence internationale de l'énergie publie en juillet 2023 son deuxième rapport sur les métaux critiques : elle révèle qu'en cinq ans le marché des métaux nécessaires à la transition énergétique a doublé de taille pour atteindre 320 milliards de dollars ; la consommation de lithium a triplé entre 2017 et 2022 et celle de cobalt a augmenté de 70 %. Les investissements miniers ont augmenté de 20 % en 2021 et de 30 % en 2022, pour atteindre plus 40 milliards de dollars. Si tous les projets en cours de développement arrivent à maturité, le monde pourra couvrir en 2030 près de 75 % des besoins mondiaux en métaux pour atteindre les objectifs de neutralité carbone ; ce taux n'atteignait que 50 % en 2021. Mais cela reste insuffisant, d'autant plus que l'industrie minière est coutumière des retards et des difficultés techniques. En trois ans, la part des trois premiers producteurs est restée la même, voire a augmenté pour le nickel et le cobalt. La Chine concentre la moitié des projets d'usines de lithium et l'Indonésie 90 % des futures raffineries de nickel. Ni l'Inflation Reduction Act des États-Unis, ni le Critical Raw Material Act de l'Union européenne n'ont permis pour l'instant de progrès sur la diversification des approvisionnements.
En avril 2024, les autorités roumaines accordent à Verde Magnesium une concession minière pour redémarrer l'exploitation d'une ancienne mine mise à l'arrêt depuis 2014. La mine pourrait produire à pleine capacité 90 000 tonnes de magnésium par an, soit 50 % de la demande européenne, alors que jusqu'ici l'Europe achète plus de 90 % de ce métal à la Chine.
En janvier 2025, le groupe minier Metlen annonce un investissement de 295,5 millions d'euros pour mettre sur pied, dans son usine d'Agios Nikolaos en Grèce, la toute première ligne de production à grande échelle de gallium en Europe, à partir des boues rouges, résidus de la production d'alumine à partir de la bauxite. Le projet, soutenu par l'UE, vise une production de 50 tonnes de gallium par an dès 2028, permettant de couvrir, à terme, tous les besoins européens. En 2024, la Chine a fourni 71 % des approvisionnements européens en gallium.
En avril 2025, Solvay inaugure, sur le site de Chef de Baie du port industriel de La Rochelle, une ligne de recyclage pour récupérer les terres rares contenues dans les aimants permanents, le néodyme et le praséodyme.

## Stratégie européenne
La Commission européenne présente le 3 septembre 2020 sa stratégie pour renforcer et mieux contrôler son approvisionnement en une trentaine de matériaux jugés critiques, en particulier les terres rares, afin de mener une révolution verte et numérique. La liste comprend par exemple le graphite, le lithium et le cobalt, utilisés dans la fabrication de batteries électriques ; le silicium, composant essentiel des panneaux solaires ; les terres rares utilisées pour les aimants, les semi-conducteurs et les composants électroniques. La Commission estime que l'Union européenne aura besoin de 18 fois plus de lithium et de cinq fois plus de cobalt d'ici à 2030 pour tenir ses objectifs climatiques. Or beaucoup de ces matériaux existent en Europe ; la Commission estime que l'Europe pourrait d'ici à 2025 assurer 80 % des besoins de son industrie automobile. Le recyclage sera développé. Là où les ressources européennes seront insuffisantes, la Commission promet de renforcer les partenariats de long terme avec le Canada, l'Afrique ou l'Australie notamment.
Le 16 mars 2023, la Commission européenne présente un projet de Règlement sur les matériaux critiques (Critical Raw Material Act), visant à développer dans l'Union européenne toute la chaîne de valeur des métaux et de la métallurgie : l'extraction, la transformation et le recyclage des métaux nécessaires à la transition énergétique. Il vise à extraire du sous-sol européen 10 % de ses besoins en métaux d'ici à 2030 ; des capacités de transformation à hauteur de 40 % de la demande ; et à accélérer le recyclage. Il fixe à 65 % le seuil maximum de dépendance à un seul fournisseur. Il propose d'intégrer le cuivre et le nickel à la liste des métaux stratégiques, à laquelle le lithium avait déjà été ajouté. D'après les modèles de l'IFP Énergies nouvelles, de 60 % à 90 % des ressources connues de cuivre dans le monde seront consommées d'ici à 2050, autour de 60 % de celles de nickel, 30 % de celles de lithium et à peine 4 % pour les terres rares.
Le 28 mai 2024, l'Union européenne signe un protocole d'accord avec l'Australie pour réduire sa dépendance à la Chine dans son approvisionnement en métaux critiques en encourageant les investissements européens nécessaires pour développer son secteur minier et le raffinage de ces métaux, concentré en Chine à 60 % pour le lithium et à 90 % pour les terres rares. La France a déjà signé plusieurs accords bilatéraux, notamment avec l'Australie et le Canada.
Le 25 mars 2025, la Commission européenne dévoile une première liste de quarante-sept projets stratégiques d'extraction, de traitement et de recyclage de terres rares et de métaux stratégiques sur son sol, qu'elle compte soutenir afin de réduire sa dépendance, en particulier à la Chine, vis-à-vis des importations de minéraux essentiels pour les technologies vertes et numériques, mais aussi pour les secteurs de la défense et de l'aérospatiale. Ces projets sont répartis dans treize États membres de l'UE : Belgique, France, Italie, Allemagne, Espagne, Estonie, Tchéquie, Grèce, Suède, Finlande, Portugal, Pologne et Roumanie et concernent en particulier le lithium, le nickel, le cobalt, le manganèse et le graphite. Huit projets sont situés en France, dont deux pour l'extraction de lithium dans l'Allier (groupe Imerys) et en Alsace (Eramet). Le projet de mine de lithium de Barroso au Portugal y figure également. Des projets sur le magnésium et le tungstène contribueront à la résilience de l'industrie de la défense de l'UE. Le bismuth, le silicium et le titane ne sont pas couverts, faute de projets. Les projets sélectionnés bénéficieront d'un accès facilité aux financements publics et privés, d'une accélération des procédures administratives et d'une priorité dans l'allocation de fonds européens. Un second appel à candidature est prévu en 2025. La Commission a reçu 46 demandes pour des projets situés en dehors de l'UE (notamment en Ukraine ou au Groenland) ou dans les pays et territoires d’outre-mer, mais donne la priorité aux initiatives sur le territoire européen.

## Tableau récapitulatif
| Matière première             | Applications (résumé)                              | Réserves prouvées                           | Production annuelle              | Observations/ remarques |
| ---------------------------- | -------------------------------------------------- | ------------------------------------------- | -------------------------------- | --- |
| Cuivre                       | électronique, joaillerie                           | 630 millions de tonnes                      | 16 millions de tonnes            | très malléable et très bon conducteur d’électricité. |
| Europium, terbium et yttrium | électronique                                       |                                             | 10 000 tonnes au total           | LED. |
| Antimoine                    | retardateur de flamme                              | 1,8 million de tonnes                       | 169 000 tonnes                   | peintures, textiles, plastiques ; tous matériaux ignifugés. |
| Phosphore                    | agriculture                                        | 71 milliards de tonnes en 2012 selon l'USGS | 191 millions de tonnes           | Essentiel au métabolisme de tous les êtres vivants, et capital pour la productivité de l'agriculture moderne.                                                                                                 |
| Hélium                       | Recherche scientifique                             | 4,2 milliards de m3                         | 180 millions de m3               | Nécessaire à la recherche scientifique et aux grands programmes spatiaux. |
| Dysprosium et néodyme        | Aimant haute performance                           |                                             | 20 000 tonnes au total           | Nécessaires pour transformer l’énergie mécanique en énergie électrique, dans la plupart des types de centrales électriques.                                                                                   |
| Rhénium                      | aérospatiale, avion de chasse, avion de ligne      | 2,5 millions de tonnes                      | 49 tonnes                        | C'est le métal le plus difficile à obtenir au monde ; il permet aux turboréacteurs de résister aux plus hautes températures.                                                                                  |
| Uranium                      | énergie, armement                                  | 2,5 millions de tonnes                      | 54 000 tonnes                    | Utilisé dans l'industrie nucléaire. |
| Rhodium et platine           | catalyseurs, joaillerie                            | Pt : 30 000 tonnes. Rh : 3 000 tonnes.      | Pt : 200 tonnes. Rh : 30 tonnes. | Indispensables dans le secteur du transport, notamment pour les pots catalytiques. |
| Or                           | électronique, joaillerie                           | 51 000 tonnes                               | 2 500 tonnes                     | C'est le métal le plus recherché au monde, avec une valeur stratégique millénaire. |
| Indium                       | électronique, énergie                              | 640 tonnes                                  | 11 tonnes                        | Indispensable aux écrans tactiles et panneaux solaires photovoltaïques. |
| Zinc                         | alliage                                            | 250 millions de tonnes                      | 12 millions de tonnes            | Il tient un rôle capital dans l'industrie : il empêche l'acier de se corroder. |
| Technétium 99m et hélium 3   | imagerie médicale, recherche scientifique, défense | nulles                                      | produit artificiellement         | Le technétium 99m est utilisé dans le diagnostic des cancers et des maladies cardiovasculaires. Il n'est produit que par cinq réacteurs dans le monde. Quant à l'hélium 3, la Terre n'en contient que 3,5 kg. |
| Argent                       | électronique, joaillerie                           | 300 000 tonnes                              | 21 000 tonnes                    | L'argent est un des meilleurs conducteurs électriques connus. |
| Germanium                    | hautes technologies                                |                                             |                                  | Sous-produit du zinc, indispensable aux fibres optiques. |
| Béryllium                    | industrie nucléaire                                |                                             |                                  | Extraction difficile car toxique, indispensable aux réacteurs nucléaires. |
| Scandium                     | Aéronautique                                       |                                             |                                  | Marginalement utilisé comme alternative au Zirconium dans certains alliages d'aluminium pour l'aéronautique.                                                                                                  |
| Tritium                      | bombes H                                           |                                             |                                  | |
| Tungstène                    | métallurgie, armement.                             |                                             |                                  | Sa grande résistance à la chaleur est utilisée pour faire les filaments des lampes à incandescence classiques et halogènes.                                                                                   |
| Gallium                      | photovoltaïque                                     |                                             |                                  | Améliore la performance des panneaux solaires mais difficile à recycler. |
| Tantale                      | électronique                                       |                                             |                                  | Indispensable pour faire des condensateurs miniaturisés en électronique. Métal avec une grande résistance chimique et à la chaleur.                                                                           |
| Niobium                      | Industrie                                          |                                             |                                  | Il donne toute sa résistance à l'acier des oléoducs. |

### Vidéographie
- Guillaume Pitron (2019) L'enfumage de la transition écologique ? ; Thinkerview ; Diffusé en direct le 18 décembre 2019, qui évoque notamment la surexploitation de matières premières critiques.
- Philippe Bihouix (2019) La croissance est-elle infinie ou insoutenable ? 10 décembre

### Podcast radio
- Mattéo Caranta, « Comment des fleurons de l’industrie française soutiennent indirectement l’effort de guerre russe (d'après une enquête d’Investigate Europe signée Pascal Hansens, Maxence Peigné, Sigrid Melchior et Harald Schumann), à partir de 01:05 », sur France Culture : Récits d'enquête, 28 octobre 2023 (consulté le 28 octobre 2023).